# Costoanachis sparsa
Costoanachis sparsa är en snäckart som först beskrevs av Reeve 1859.  Costoanachis sparsa ingår i släktet Costoanachis och familjen Columbellidae. Inga underarter finns listade i Catalogue of Life.